# Vera Nemčinova
Vera Nikolajevna Nemčinova (in russo Вера Николаевна Немчинова?; Mosca, 10 settembre 1899 – New York, 28 giugno 1984) è stata una ballerina russa.

## Biografia
Nata e cresciuta a Mosca, iniziò a studiare danza privatamente con Ekaterina Ivanovna Nelidova e nel 1915 fu scritturata, appena sedicenne, nei balletti russi di Sergej Djagilev. Ottenne un primo successo nel 1919 quando danzò nel ruolo che era stato di Lidija Vasil'evna Lopuchova ne La boutique fantasque. Nel 1923 danzò come co-protagonista nella prima mondiale di Les Biches di Bronislava Nižinskaja e fu proclamata prima ballerina della compagnia. Nota per la grandi doti tecniche, danzò anche nella prima del Pulcinella all'Opéra di Parigi nel ruolo di Rosetta. All'interno della compagnia di Djagilev le fecero da partner danzatori (e coreografi) quali George Balanchine e Léonide Massine.
Nel 1926 lasciò la compagnia e l'anno successivo ne fondò una propria insieme ad Anton Dolin e al secondo marito Anatolij Nikolaevič Obuchov, ex solista del Balletto Mariinskij. Nel 1928 danzò al Théâtre des Champs-Élysées e in una tournée europea. Il ritorno di Dolin tra i ranghi di Djagilev nel 1929 pose fine alla compagnia, ma prima di andarsene egli creò per lei una coreografia su Rapsodia in blu. Nel 1930 Balanchine creò per lei Aubade. Gli anni successivi la videro concentrarsi sulla danza classica in qualità di prima ballerina del Teatro nazionale lituano dal 1931 al 1935. Successivamente danzò con i Ballets de Monte-Carlo e nei Ballets Russes del colonnello de Basil. Nel 1940, in fuga dalla guerra, si trasferì negli Stati Uniti insieme al marito. Qui danzò come artista ospite con l'American Ballet Theatre (1943) e con il San Francisco Ballet (1946).
Dopo il ritiro dalle scene nel 1947, insegnò alla School of American Ballet e poi privatamente fino al giorno della sua morte, causata da un infarto nel 1984.